# Дача Духовской
Дача Духовской — особняк в посёлке Симеиз в Крыму, расположенный по адресу ул. Красномаякская, 3, постройки начала XX века в классическом стиле, спроектированный и возведённый до 1912 года главным зодчим Нового Симеиза, военным инженером генерал-майором Я. П. Семёновым для Софьи Ивановны Духовской.

## Дача Духовской
Софья Ивановна Духовская, жена статского советника Евгения Михайловича Духовского, купила 10 июня 1903 года у владельца Нового Симеиза И. С. Мальцова 3 дачных участка № 41, № 44 и № 50, площадью, соответственно, 984, 436 и 622 квадратных саженей, в сумме — 2042 квадратных сажен (примерно 92,9 сотки) и на участке № 44 была построена дача и флигель при ней. Автором проекта и руководителем строительства выступал Я. П. Семёнов. Точные даты начала и окончания строительства неизвестны (наиболее вероятным считается 1904 год). На довольно крутом склоне был возведён дом-особняк из 12 комнат, строение получилось разноэтажным — выше по склону один этаж, ниже, обращённый к морю фасад — двухэтажный. Владельцы использовали дачу только для семейного отдыха и приёма друзей: существует версия, что Сергей Рахманинов с семьёй отдыхали здесь во время своего последнего приезда в Крым в 1917 году.

## После революции
16 декабря 1920 года приказом председателя Революционного комитета Крыма были изъяты «из частного владения как разных ведомств, так и частных лиц все имения Южного берега Крыма в районе от Судака до Севастополя включительно» и передавались в ведение специально созданного Управления Южсовхоза. В 1925 году дачу Духовской включили, как 6-й корпус, в состав санатория «Красный маяк», в коем состоянии здание пребывало до недавнего времени. 25 ноября 2021 года опубликован приказ министерства культуры Республики Крым «Об утверждении охранного обязательства собственника…» объекта культурного наследия регионального значения «Дача И. Д. Духовской (архитектор Я. П. Семенов), начало XX века».